# Ophiarachnella planispina
Ophiarachnella planispina is een slangster uit de familie Ophiodermatidae.
De wetenschappelijke naam van de soort werd in 2004 gepubliceerd door Yulin Liao.